# Observatori d'Iso-Heikkilä
L'Observatori Iso-Heikkilä - (en finès: Iso-Heikkilän tähtitorni) és un observatori astronòmic en el districte de Iso-Heikkilä de la ciutat de Turku, Finlàndia. Va ser gestionat per la Universitat de Turku des de 1937 fins a 1972, data a partir de la qual va passar a ser usat per la divisió local de l'Associació astronòmica Ursa, una associació d'astrònoms aficionats i la més gran de Finlàndia amb gairebé 12.000 associats.

## Història
L'observatori va ser construït entre 1935 i 1936 i va ser tècnicament dissenyat per l'astrònom finès Yrjö Väisälä. El 1937 va començar a funcionar sota la direcció de la Universitat de Turku. Des d'aquest observatori, l'equip de treball de Väisälä va descobrir un total de 801 asteroides i 7 cometes.
Durant els anys 50 del segle xx amb la construcció d'una fàbrica sidedúrgica a un quilòmetre de distància, el departament d'astronomia de la universitat es va veure forçat a traslladar-se a l'Observatori Tuorla. L'Observatori Iso-Heikkilä va continuar albergant alumnes fins a 1972 quan es va cedir a la ciutat de Turku per a ús de l'Associació astronòmica Ursa.

## Instrumentació
L'observatori té dues cúpules de 6 metres que alberguen tres telescopis de 13, 15 i 19 cm. Anteriorment posseïa un telescopi gran angular de 50 cm, que va servir per als descobriments d'asteroides i estels ressenyats. Avui dia aquest instrument es troba en l'Observatori Kevola.